# Mesochorus dentatus
Mesochorus dentatus är en stekelart som beskrevs av Dasch 1971. Mesochorus dentatus ingår i släktet Mesochorus och familjen brokparasitsteklar. Inga underarter finns listade i Catalogue of Life.